# Георги Мърков
Георги Николов Мърков е български състезател и треньор по борба.

## Биография
Роден е в с. Горно Вършило, Пазарджишко, на 5 април 1946 г.
Тренира борба в категория до 57 kg в СК „Локомотив“ (София) при треньора Георги Дамянов. Преминава в СК „Левски-Спартак“ (София) в категория 62 kg при треньора Слав Славов. Налага се като титуляр през 1970 г.
Сред спортните му постижения са:
- бронзов медал на световното първенство в Едмънтън (1970).
- световен шампион в София, европейски шампион в Катовице (1971).[1]
- олимпийски шампион от летните олимпийски игри в Мюнхен през 1972 г. в категория до 62 kg.

Висше образование завършва във ВИФ „Георги Димитров“ в София. Треньор е в „Левски-Спартак“ (София) и помощник-треньор в националния отбор по борба. След Олимпиадата в Барселона през 1992 г. работи като треньор в белградския клуб „Раднички“, Швейцария и Австрия.
По време на европейското първенство в Йонкьопинг (Швеция) през 1984 г. е треньор в националния тим. По време на схватка човек излиза с букет цветя на тепиха, а зад тях държи карабина. Настава суматоха, само Георги Мърков запазва самообладание. Напада в гръб терориста и му избива оръжието. За тази постъпка е награден от ЮНЕСКО и Световната федерация по борба.
Той е първият олимпийски шампион, който дарява медалите си на Музея на спорта при националния стадион „Васил Левски“.
Преподавател е в Пловдивския университет „Паисий Хилендарски“. Автор е на методическото ръководство за студенти по класическа и свободна борба „Основи на спортната борба“. Има собствен бизнес.
Председател е на Българския спортен тотализатор, областен управител на БСП в Пазарджик и народен представител в XLII народно събрание. Председател е на Общинския съвет на Септември от 9 ноември 2011 г.

## Отличия
- „За изключителния му принос за развитието на физическото възпитание и спорта“ е награден с орден „Стара планина“ I степен на 2 юли 2009 г.[4]
- Удостоен е с почетното звание „Доктор хонорис кауза“ на ВТУ „Тодор Каблешков“ (София).
- Почетен гражданин е на София, Пазарджик и Септември.